# Ștefan Moldovan
Ștefan Moldovan (n. 6 august 1813, Zau de Câmpie  - d. 4 noiembrie 1900, Lugoj) a fost un cărturar transilvănean, profesor la Blaj, apoi protopop unit (greco-catolic) de Mediaș, ulterior profesor și prepozit al Episcopiei de Lugoj.

## Date biografice
Tatăl său a fost Nestor Illeni, originar din Runcu, Districtul Grăniceresc al Năsăudului. Acesta a absolvit școala confesională greco-catolică din Năsăud, apoi școala militară germană din Năsăud. Având încă doi frați militari (grăniceri) și fiind mai firav, a cerut să deprindă meseria cojocăritului, așa încât după ce și-a făcut ucenicia, a fost primit în breasla cojocarilor din Turda și s-a așezat la Ciugud. Acolo s-a căsătorit cu Marina Moldovan, fiica dascălului greco-catolic Moise Moldovan din Zau de Câmpie, de la care și-a luat numele.
Ștefan Moldovan a deprins știința de carte mai întâi de la bunicul său, dascălul Moise Moldovan. Studiile studiile gimnaziale le-a început la Cluj, pentru ca mai la 1 octombrie 1830, la o lună de la moartea episcopului Ioan Bob, să fie transferat la Blaj, unde i-a avut drept profesori pe Simion Bărnuțiu la filosofie și pe Timotei Cipariu la teologie. A fost coleg de studii cu George Barițiu.
După terminarea studiilor superioare - în cei patru ani de teologie a obținut de fiecare dată calificativul maxim - a fost numit de episcopul Ioan Lemeni profesor de matematică la Gimnaziul din Blaj, funcție pe care a îndeplinit-o între anii 1837 și 1838. În 1838 a fost numit preot paroh în Ghiriș-Sâncrai (azi Câmpia Turzii) și administrator protopopesc în Beiu de Câmpie, comitatul Turda (azi Boian, județul Cluj). 
Între anii 1847-1857 a fost paroh și protopop în Mediaș. În anul 1852 a fost numit paroh și vicar în Hațeg, canonic al noii dieceze a Lugojului, apoi prepozit (vicar general) al diecezei până la moarte.
Între 1848 și 1849 s-a numărat printre fruntașii revoluției române din Transilvania, fiind numit comisar imperial de pacificare în Cetatea de Baltă, împreună cu pastorul luteran Stephan Ludwig Roth. Ca vicar la Hațeg a lucrat pentru înființarea unei preparandii (școli pedagogice).
A avut preocupări istorice, copiind o serie de documente privitoare la români, pe care le-a publicat în Gazeta Transilvaniei, Foaie pentru minte, Sionul Românesc și mai ales Transilvania. S-a ocupat și de inventarierea vechilor tipărituri românești din părțile Hațegului, întreținând în acest scop o corespondență cu Timotei Cipariu.

## Lucrări
- Registre istorice din colecțiunea comitelui Iosif Kemény, în revista Transilvania, din 1868, 1869 și 1870;

- Colecțiune de diplome din Diplomatul comitetului Iosif Kemény, în Transilvania din 1871, 1872, 1873 și 1874;

- Extras din ziarul vieții mele de la 15 martie 1848 până la 18 ianuarie 1849, în Transilvania, nr. 7 - 15 din 1875;

- Documente istorice din 1848 și 1849, în Transilvania, nr. 16-20 și 22-24 din 1875 și nr.1 - 7, 9 - 20 și 22 din 1876 etc.

- Două volume cu însemnări istorice despre parohiile din Țara Hațegului au rămas în manuscris (azi la Arhiepiscopia Timișoarei).